# نرتهایم
شهر نرتهایم (به آلمانی: Northeim) در ایالت نیدرزاکسن در کشور آلمان واقع شده‌است.